# Um contra Cem
Um contra Cem foi um game show de origem Holandesa, produzido pela Endemol. O game show é sucesso em vários países, como nos Estados Unidos (1 vs. 100) onde era transmitido pela NBC, e no Reino Unido onde é transmitido pelo canal BBC. No Brasil foi apresentado pelo empresário Roberto Justus no SBT, entre setembro de 2009 e agosto de 2010.

## Formato no Brasil
No game show, um jogador enfrenta 100 oponentes para provar que sabe mais que todos eles e ganhar R$ 1 milhão. A competição exige dos participantes inteligência, coragem e sangue frio. No decorrer do programa, Roberto Justus faz perguntas a respeito de assuntos variados, tanto o jogador como a galera tem de respondê-las corretamente. Além de acertar a resposta, o jogador deve torcer para que seus oponentes errem e deixem o jogo. Conforme os membros da galera são eliminados, o participante acumula cada vez mais dinheiro, obedecendo à seguinte escala:
| Após eliminar | Ganhos          |
| ------------- | --------------- |
| 100           | R$ 1.000.000,00 |
| 99            | R$ 500.000,00   |
| 96-98         | R$ 400.000,00   |
| 91-95         | R$ 300.000,00   |
| 84-90         | R$ 200.000,00   |
| 75-83         | R$ 100.000,00   |
| 64-74         | R$ 50.000,00    |
| 51-63         | R$ 25.000,00    |
| 36-50         | R$ 10.000,00    |
| 19-35         | R$ 5.000,00     |
| 0-18          | R$ 0            |

Durante o jogo, Roberto Justus pressiona o jogador a escolher entre o dinheiro acumulado ou enfrentar a galera por fazer a pergunta: "Você quer a grana ou a galera?". Ao escolher a grana, o jogador deixa a competição e outro participante ocupa seu lugar. Mas se escolher enfrentar a galera, o competidor arrisca tudo o que ganhou na tentativa de aumentar seu prêmio. No programa exibido em 26 de maio de 2010, Natan Rodrigues foi o primeiro brasileiro a ganhar o premio máximo de um milhão de reais.

## Ajudas
Os participantes principais , e somente eles, tem direito a quatro ajudas, todas tendo como base os 100 membros da galera que estão competindo com ele. As ajudas são: "Confiar na Galera", "Consultar a Galera" e "Perguntar para a Galera" e "Espiar a pergunta".
- Confiar na Galera: o telão do programa mostra ao participante qual foi a resposta mais escolhida pelos membros da galera e ele é obrigado a escolher a mesma opção, independente de ela estar certa ou errada.
- Consultar a Galera: o painel mostra quantos membros da galera escolheram como resposta uma alternativa que o participante escolher, cabe a ele decidir se acompanha ou não esses membros.
- Perguntar para a Galera: o painel aponta dois membros da galera, um que acertou a resposta e um que errou a resposta. Daí através do apresentador ele pode perguntar a ele o motivo de terem escolhido essa alternativa. É bom notar que, embora os da galera sejam obrigados a falar a verdade sobre qual resposta escolheram, eles não são obrigados a falar a verdade sobre por quê eles escolheram tal resposta, assim o participante é quem decide em quem vai confiar. Também essa ajuda é boa, porque elimina uma das alternativas erradas, visto que so ficam duas respostas.
- Espiar a pergunta: o participante, somente ele, visualiza a próxima pergunta sem as alternativas e decide se quer responder ou levar o prêmio já conquistado. O participante tem o direito a essa ajuda depois de utilizar a três anteriores.

## Estreia
Logo na estreia, o participante apelidado de Cuca, respondeu as perguntas corretamente, porém no final do jogo, esse errou a pergunta, que questionava qual era o cantor que nasceu no mesmo estado que nasceu Waldick Soriano. Como ele errou e apenas um participante da platéia acertou, o sortudo da platéia ganhou R$ 200 mil, já Cuca perdeu todo o dinheiro.

### Audiência
Na estreia, o programa ficou em terceiro lugar, perdendo para a ex-casa de Justus, a Record. A média de IBOPE foi de 6 pontos, que pode até ser considerada boa uma vez que recebeu com 4 pontos de audiência da novela Vende-se um Véu de Noiva.. No dia 27 de janeiro de 2010, o programa registrou recorde de audiência com 9 pontos e picos de 11, mas mesmo assim ficou atrás da Rede Record quando essa marcava 11 pontos exibindo a novela Bela, a Feia.

## Participações especiais
- Arnaldo Saccomani - produtor musical
- Cacá Rosset - ator
- Gigantes do Ringue - grupo de luta-livre
- Michel Serdan - praticante de luta-livre
- Giovane Gávio - jogador de volei
- Yudi Tamashiro - apresentador, dançarino e cantor
- Priscilla Alcântara - apresentadora e cantora
- Pasquale Cipro Neto - professor e apresentador
- Arlindo Grund - estilista
- Isabella Fiorentino - modelo
- Beto Marden - apresentador
- Carlos Garcia - radialista
- Walter Longo - conselheiro de Roberto Justus no programa O Aprendiz
- Elke Maravilha - atriz e cantora
- Vivianne Ventura - vencedora da primeira edição de O Aprendiz
- Cris Poli - a Super Nanny
- Derrick Green - Vocalista do Sepultura (banda)
- José Mojica Marins (Zé do Caixão) - ator e cineasta
- Otávio Mesquita - apresentador
- Ronaldão - ex-futebolista
- Ademir da Guia - ex-futebolista e maior ídolo da história do Palmeiras
- José Macia (Pepe) - ex-futebolista e técnico de futebol
- Nany People - atriz, humorista e drag queen
- Jorge Kajuru - apresentador, jornalista esportivo, radialista
- Bia e Branca - gêmeas do nado sincronizado
- Sérgio Abreu - ator
- Lissah Martins - ex-integrante do grupo Rouge
- João Gordo - músico e apresentador
- Celso Portiolli - apresentador
- MariMoon - apresentadora
- Richard Rasmussen - apresentador e biólogo
- Patrícia de Sabrit - atriz
- Paulo Bonfá - Apresentador do Rock Gol MTV
- Saulo Laranjeira - O João Plenário do programa - A Praça É Nossa
- Christina Rocha - Apresentadora
- Daniela Beyruti - Diretora geral do SBT
- Patrícia Salvador - Assistente de palco do programa Roda a Roda do SBT
- Liminha - Produtor do SBT
- Família Lima - grupo musical
- Syang - cantora
- Zé Américo - Humorista
- Falamansa - grupo musical
- Caju e Castanha - Emboladores
- Sebastião Fonseca - ator, cantor e dançarino
- Alexey Dodsworth Magnavita - filósofo e astrólogo

## Participantes ou galera que faturaram prêmios altos
- Os maiores prêmios conquistados pelos componentes da plateia (galera) foram:
- R$400.000 no programa do dia 26 de janeiro de 2010 - Conquistados por uma estudante de Administração, chamada Marina, que ganhou o prêmio sozinha.

[- Especial: 1 professor x 100 estudantes]
- Os maiores prêmios conquistados pelos participantes foram:
- R$200.000 no programa do dia 18 de novembro de 2009 - Conquistados pelo escritor Alexey Dodsworth. [-Especial: 1 homem x 100 mulheres]
- R$300.000 no programa do dia 3 de março de 2010 - Conquistados pela apresentadora de TV e fotologger, Mari Moon. [- Especial: 1 twitteiro famoso x 100 twitteiros]
- R$300.000 no programa do dia 21 de abril de 2010 - Conquistados pelaa apresentadora do SBT, Christina Rocha. [- Especial: 1 famoso do SBT x 100 SBTistas]
- R$300.000 no programa do dia 18 de maio de 2010 - Conquistados pela formada em educação física, Paola.
- R$400.000 no programa do dia 12 de maio de 2010 - Conquistados pela atriz do SBT, Carla Marins. [- Especial: 1 ator x 100 figurantes]
- R$300.000 no programa do dia 30 de Junho de 2010 - Conquistados pelo biologo Rubens Tadeu. [- Especial: 1 cabeludo x 100 carecas]

## Participantes que faturaram o prêmio máximo
- Natan Rodrigues, músico da OSESP, foi o único ganhador do programa exibido em  26 de maio de 2010. É o sétimo milionário que o SBT conseguiu fazer até agora.

## Versões temáticas
Assim como na versão americana , o SBT produziu as seguintes versões:

### 1 adulto x 100 crianças (Adulto x Criança)
O participante Gulherme Valentim , respondeu a várias perguntas , e acumulou 200 mil reais, porém não soube responder uma das perguntas sobre o desenho The Backyardigans. No final 6 crianças dividiram o prêmio , e cada uma recebeu 33 mil reais.

### 1 professor x 100 estudantes
Mauro havia acumulado 400 mil reais, mas não respondeu corretamente a pergunta: "Qual o gás mais presente na atmosfera"?. Ele respondeu oxigênio, porém a resposta era nitrogênio. Uma pessoa da platéia acertou a resposta ganhou sozinha 400 mil reais.

### 1 ator x 100 figurantes
Carla Marins havia ganhado 400 mil, quando parou. Roberto seguiu o jogo e fez a pergunta que Carla espiou para ver se as duas pessoas que sobraram da platéia iriam acertar. A pergunta era "Se James Cameron quisesse incluir em Avatar outro personagem dirigido por ele, qual destes seria o único escolhido?" Carla, já que não tinha muita certeza, chutou a pergunta e acertou. Quando Roberto foi ver quantas pessoas da galera iriam errar, as duas erraram. Então se ela fosse para a galera, e tivesse chutado a mesma resposta "Alien", teria sido a sétima milionária do SBT.
Outras versões
- 1 homem x 100 mulheres (Na versão americana, no episódio onde um homem disputava contra cem mulheres, saiu o prêmio de 1 milhão de dólares)
- 1 celebridade x 100 anônimos
- 1 mulher x 100 homens (Batalha dos Sexos)
- 1 brasileiro x 100 estrangeiros (Batalha das Nações)
- 1 corintiano x 100 pessoas de outros times (Batalha do Times)
- 1 nerd x 100 loiras (Batalha das Inteligências)
- 1 atleta famoso x 100 esportistas (Batalha dos Atletas)
- 1 professor x 100 alunos (Batalha dos Conhecimentos)
- 1 famoso do SBT x 100 sbtistas (Batalha das Celebridades; SBTista é o termo surgido na internet que designa uma pessoa fã do SBT)
- 1 jovem de menos de 22 anos x 100 veteranos de mais de 60 anos (Batalha das Eras)
- 1 twitteiro x 100 twitteiros
- 1 humorista x 100 humoristas
- 1 cabeludo x 100 carecas

## Equipe
Apresentador
- Roberto Justus

Direção
- Paulo Franco
- Ricardo Justus

Produção Executiva
- Juliana Algañaraz